# Bahnstrecke Hagenow Land–Bad Oldesloe
| |                             |                                                        |                                                        |
| Streckennummer (DB): | 6928                        |                                                        |                                                        |
| Kursbuchstrecke (DB): | 100d (1934) 114a (1946) 172 |                                                        |                                                        |
| Streckenlänge: | 78,3 km                     |                                                        |                                                        |
| Spurweite: | 1435 mm (Normalspur)        |                                                        |                                                        |
| |                             |                                                        |                                                        |
| \| \| \| von Lübeck \| \| \| \| \| von Neumünster \| \| \| \| 78,3 \| Bad Oldesloe \| Bad Oldesloe \| \| \| \| nach Hamburg, Schwarzenbek und Barmstedt \| \| \| \| 75,2 \| Rethwisch \| Rethwisch \| \| \| 71,7 \| Treuholz \| Treuholz \| \| \| 70,6 \| Klein Boden \| Klein Boden \| \| \| 69,2 \| Schürensöhlen \| Schürensöhlen \| \| \| 67,7 \| Ahrensfelde (Holst) bis 1952 Bf \| Ahrensfelde (Holst) bis 1952 Bf \| \| \| 65,1 \| Siebenbäumen \| Siebenbäumen \| \| \| 64,0 \| Kastorf \| Kastorf \| \| \| 62,7 \| Kastorf Ost \| Kastorf Ost \| \| \| 60,1 \| Sierksrade \| Sierksrade \| \| \| 58,0 \| Klein Berkenthin \| Klein Berkenthin \| \| \| \| Elbe-Lübeck-Kanal \| \| \| \| 52,9 \| Kulpin bis 1952 Bf \| Kulpin bis 1952 Bf \| \| \| \| von Lübeck \| \| \| \| 49,2 \| Ratzeburg Draisinenbetrieb \| Ratzeburg Draisinenbetrieb \| \| \| \| nach Büchen \| \| \| \| 44,3 \| Schmilau Draisinenbetrieb \| Schmilau Draisinenbetrieb \| \| \| 41,6 \| Alt Horst bis 1952 Bf \| Alt Horst bis 1952 Bf \| \| \| 38,4 \| Sterley bis 1952 Bf \| Sterley bis 1952 Bf \| \| \| \| von Mölln \| \| \| \| 36,2 \| Hollenbek Draisinenbetrieb \| Hollenbek Draisinenbetrieb \| \| \| 33,9 \| Hakendorf \| Hakendorf \| \| \| 31,8 \| Klein Zecher \| Klein Zecher \| \| \| \| \| \| \| \| 31,3 \| Landesgrenze Schleswig-Holstein–Mecklenburg-Vorpommern \| Landesgrenze Schleswig-Holstein–Mecklenburg-Vorpommern \| \| \| \| \| \| \| \| 27,5 \| Zarrentin (Meckl) \| Zarrentin (Meckl) \| \| \| 23,5 \| Bantin \| Bantin \| \| \| 15,4 \| Wittenburg (Meckl) \| Wittenburg (Meckl) \| \| \| 14,1 \| Awanst Wittenburg \| Awanst Wittenburg \| \| \| 9,9 \| Bobzin \| Bobzin \| \| \| \| Anst Hagenow zur Bw-Kaserne \| \| \| \| 3,6 \| Hagenow Stadt früher Hagenow \| Hagenow Stadt früher Hagenow \| \| \| \| von Büchen \| \| \| \| 0,0 \| Hagenow Land \| Hagenow Land \| \| \| \| nach Ludwigslust \| \| \| \| \| nach Schwerin \| \| |                             |                                                        |                                                        |
| Strecke |                             | von Lübeck                                             | von Lübeck                                             |
| Abzweig geradeaus und von rechts |                             | von Neumünster                                         | von Neumünster                                         |
| Bahnhof | 78,3                        | Bad Oldesloe                                           | Bad Oldesloe                                           |
| Abzweig ehemals geradeaus und nach rechts |                             | nach Hamburg, Schwarzenbek und Barmstedt               | nach Hamburg, Schwarzenbek und Barmstedt               |
| Haltepunkt / Haltestelle (Strecke außer Betrieb) | 75,2                        | Rethwisch                                              | Rethwisch                                              |
| Bahnhof (Strecke außer Betrieb) | 71,7                        | Treuholz                                               | Treuholz                                               |
| Haltepunkt / Haltestelle (Strecke außer Betrieb) | 70,6                        | Klein Boden                                            | Klein Boden                                            |
| Haltepunkt / Haltestelle (Strecke außer Betrieb) | 69,2                        | Schürensöhlen                                          | Schürensöhlen                                          |
| Haltepunkt / Haltestelle (Strecke außer Betrieb) | 67,7                        | Ahrensfelde (Holst) bis 1952 Bf                        | Ahrensfelde (Holst) bis 1952 Bf                        |
| Haltepunkt / Haltestelle (Strecke außer Betrieb) | 65,1                        | Siebenbäumen                                           | Siebenbäumen                                           |
| Bahnhof (Strecke außer Betrieb) | 64,0                        | Kastorf                                                | Kastorf                                                |
| Haltepunkt / Haltestelle (Strecke außer Betrieb) | 62,7                        | Kastorf Ost                                            | Kastorf Ost                                            |
| Bahnhof (Strecke außer Betrieb) | 60,1                        | Sierksrade                                             | Sierksrade                                             |
| Bahnhof (Strecke außer Betrieb) | 58,0                        | Klein Berkenthin                                       | Klein Berkenthin                                       |
| Brücke über Wasserlauf (Strecke außer Betrieb) |                             | Elbe-Lübeck-Kanal                                      | Elbe-Lübeck-Kanal                                      |
| Haltepunkt / Haltestelle (Strecke außer Betrieb) | 52,9                        | Kulpin bis 1952 Bf                                     | Kulpin bis 1952 Bf                                     |
| Abzweig ehemals geradeaus und von links |                             | von Lübeck                                             | von Lübeck                                             |
| Bahnhof | 49,2                        | Ratzeburg Draisinenbetrieb                             | Ratzeburg Draisinenbetrieb                             |
| Abzweig ehemals geradeaus und nach rechts |                             | nach Büchen                                            | nach Büchen                                            |
| Bahnhof (Strecke außer Betrieb) | 44,3                        | Schmilau Draisinenbetrieb                              | Schmilau Draisinenbetrieb                              |
| Haltepunkt / Haltestelle (Strecke außer Betrieb) | 41,6                        | Alt Horst bis 1952 Bf                                  | Alt Horst bis 1952 Bf                                  |
| Haltepunkt / Haltestelle (Strecke außer Betrieb) | 38,4                        | Sterley bis 1952 Bf                                    | Sterley bis 1952 Bf                                    |
| Abzweig geradeaus und von rechts (Strecke außer Betrieb) |                             | von Mölln                                              | von Mölln                                              |
| Bahnhof (Strecke außer Betrieb) | 36,2                        | Hollenbek Draisinenbetrieb                             | Hollenbek Draisinenbetrieb                             |
| Haltepunkt / Haltestelle (Strecke außer Betrieb) | 33,9                        | Hakendorf                                              | Hakendorf                                              |
| Haltepunkt / Haltestelle (Strecke außer Betrieb) | 31,8                        | Klein Zecher                                           | Klein Zecher                                           |
| |                             |                                                        |                                                        |
| Grenze (Strecke außer Betrieb) | 31,3                        | Landesgrenze Schleswig-Holstein–Mecklenburg-Vorpommern | Landesgrenze Schleswig-Holstein–Mecklenburg-Vorpommern |
| |                             |                                                        |                                                        |
| Kopfbahnhof Strecke bis hier außer Betrieb | 27,5                        | Zarrentin (Meckl)                                      | Zarrentin (Meckl)                                      |
| Haltepunkt / Haltestelle | 23,5                        | Bantin                                                 | Bantin                                                 |
| Bahnhof | 15,4                        | Wittenburg (Meckl)                                     | Wittenburg (Meckl)                                     |
| Abzweig geradeaus und von rechts | 14,1                        | Awanst Wittenburg                                      | Awanst Wittenburg                                      |
| Haltepunkt / Haltestelle | 9,9                         | Bobzin                                                 | Bobzin                                                 |
| Abzweig geradeaus und von rechts |                             | Anst Hagenow zur Bw-Kaserne                            | Anst Hagenow zur Bw-Kaserne                            |
| Bahnhof | 3,6                         | Hagenow Stadt früher Hagenow                           | Hagenow Stadt früher Hagenow                           |
| Abzweig geradeaus und von rechts |                             | von Büchen                                             | von Büchen                                             |
| Bahnhof | 0,0                         | Hagenow Land                                           | Hagenow Land                                           |
| Abzweig geradeaus und nach rechts |                             | nach Ludwigslust                                       | nach Ludwigslust                                       |
| Strecke |                             | nach Schwerin                                          | nach Schwerin                                          |

Die Bahnstrecke Hagenow Land–Bad Oldesloe (auch Kaiserbahn oder Kaiserstrecke genannt) ist eine teilweise stillgelegte Bahnstrecke in den Ländern Mecklenburg-Vorpommern und Schleswig-Holstein. Sie verband die Orte Hagenow, Ratzeburg und Bad Oldesloe miteinander und bildete mit der Weiterführung über Bad Segeberg und Neumünster die kürzeste Schienenverbindung zwischen Berlin und Kiel, wobei der Unterschied zu den beiden anderen Streckenführungen jeweils etwa 25 Kilometer beträgt.
Heute wird lediglich der kurze Abschnitt zwischen den Bahnhöfen Hagenow Land und Hagenow Stadt (bis 2010 nur Hagenow genannt) im Personenverkehr regelmäßig bedient; der Abschnitt Hollenbek–Ratzeburg wird für Draisinenfahrten der Erlebnisbahn Ratzeburg genutzt. Das Teilstück Hagenow–Zarrentin wird derzeit nur gelegentlich befahren, soll aber ab Dezember 2025 wieder von Nahverkehrszügen im Taktverkehr bedient werden. Die anderen Abschnitte sind stillgelegt und abgebaut. Den Namen Kaiserbahn verdankt die Strecke Kaiser Wilhelm II., der sie als kürzeste Verbindung bevorzugt zu Fahrten von Berlin zu dem strategisch wichtigen Marinestützpunkt Kiel nutzte.

## Geschichte

### Vorgeschichte
Bereits vor dem Bau der Strecke gab es zwei Verbindungen zwischen Berlin und Kiel: Die südliche Route führte über Büchen an der Bahnstrecke Berlin–Hamburg, die nördliche über Schwerin-Bad Kleinen und Bad Kleinen-Lübeck. Beide Wege wichen jedoch von der Luftlinie stark ab. Auf Wunsch des Kaisers wurde eine neue Trasse entworfen, die auf dem Gebiet „dazwischen“ verläuft und die Eisenbahnknotenpunkte Hamburg und Lübeck umgeht. Wilhelm II. soll dabei, wie bereits Zar Nikolaus I. bei der Bahnstrecke Sankt Petersburg–Moskau, mit einem Lineal den groben Verlauf vorgegeben haben. Der Staatsvertrag zum Bau der Bahn wurde schließlich am 5. Dezember 1889 unterzeichnet.
Der so gewünschte Verlauf führte die eingleisige Strecke durch mehrere Geländeeinschnitte und viele Felder. Um letzteres auszugleichen, wurden zahlreiche Brücken errichtet, die keine weitere Anbindung zu anderen Wegen hatten und ausschließlich landwirtschaftlichen Zwecken dienten. Manche dieser Brücken existieren heute noch.
In den Bahnhöfen befanden sich Kreuzungs- und Überholungsgleise. Die meisten Unterführungen wurden dennoch für den späteren Einbau eines zweiten Gleises vorbereitet und dementsprechend breit ausgeführt.

### Länder- und Reichsbahnzeit
Die Bahn wurde in drei Teilabschnitten eröffnet. Der Betrieb oblag der Preußischen Staatsbahn, obwohl der östliche Teil im damals selbstständigen Mecklenburg lag:
- 1. September 1894: Hagenow Land–Wittenburg
- 1. Mai 1896: Wittenburg–Zarrentin
- 15. August 1897: Zarrentin–Ratzeburg–Bad Oldesloe

Mit Eröffnung des letzten Abschnitts wurde auch der durchgehende Verkehr auf der Gesamtstrecke aufgenommen. Der Kaiser nahm persönlich teil und konnte bereits so vom ersten Tag an die gegenüber den beiden Alternativrouten um 25 Kilometer kürzere Strecke nutzen. In den Folgejahren nutzte Wilhelm II. mit seinem Hofzug die Strecke regelmäßig für Fahrten nach Kiel, sowohl zum Reichskriegshafen, zur Kieler Woche wie auch als Ausgangspunkt seiner jährlichen Nordlandfahrten, weshalb sie im Volksmund bald als „Kaiserbahn“ bezeichnet wurde. Dennoch benutzte der Monarch zuweilen lieber die Nordroute über Lübeck; die Gefahr eines Attentats war auf der neuen Strecke wegen der Brücke über den Elbe-Lübeck-Kanal höher.
Am 1. April 1899 wurde die Zweigstrecke von Hollenbek nach Mölln eröffnet.
Anfang des 20. Jahrhunderts verkehrte ein Schnellzug, in den 1930er Jahren zwei Schnellzüge zwischen Berlin und Kiel und zurück über den Südostteil der Strecke zwischen Hagenow und Ratzeburg. Von Ratzeburg nach Kiel verkehrten diese Züge allerdings über Lübeck und damit über die Strecke der privaten Lübeck-Büchener Eisenbahn. Daneben hatte die Strecke vor allem für Personennah- und Güterverkehr Bedeutung. Bis 1945 rollten bis zu 60 Züge täglich allein auf dem Abschnitt zwischen Hollenbek und Schmilau.
Mit dem Ende des Zweiten Weltkrieges begann der Niedergang der Bahn. 1945 wurde im Bahnhof Hollenbek ein Munitionszug von US-amerikanischen Bombern getroffen. Die explodierende Munition riss ein bis zu 12 Meter tiefes Loch von 150×25 Metern. Schienenbruchstücke und der Kessel der Lokomotive flogen bis zu einem Kilometer weit und bis in den Dorfkern. Die Beeinträchtigung des Schienenverkehrs war dennoch bereits nach wenigen Wochen behoben.
Heute erinnert im Bahnhof Hollenbek eine einem Waggon ähnliche Holzkonstruktion in einem Baum an diese Katastrophe. Die Erlebnisbahn Ratzeburg betreibt darin das „Baumwaggon-Hotel“.

### Getrennter Niedergang

#### Der westliche Streckenabschnitt

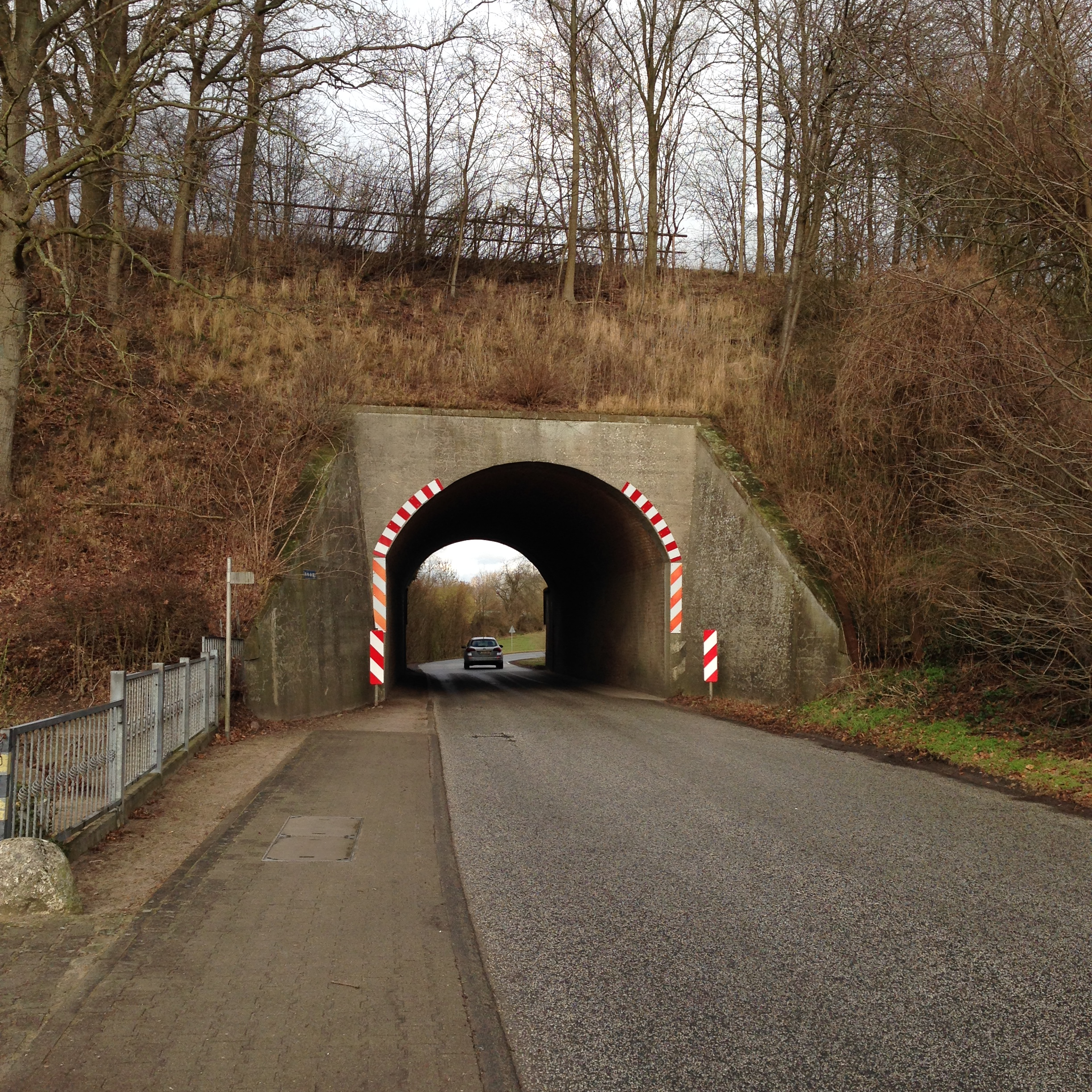
Bahnbrücke in Berkenthin

Unmittelbar nach der deutschen Kapitulation und der damit verbundenen Aufteilung in die britische und die sowjetische Besatzungszone wurde der Abschnitt Zarrentin–Hollenbek stillgelegt und 1952 auf DDR-Gebiet zwischen Zarrentin und der Grenze zurückgebaut. 1949 erfolgte die Zurückstufung zur Nebenbahn.
Am 17. Mai 1953 wurde der Bahnhof Klein Zecher in Betrieb genommen. Die Einrichtung des neuen, unmittelbar an der Grenze gelegenen Endbahnhofs kam maßgeblich auf Betreiben der örtlichen Landwirtschaft zum Bau einer Verladeanlage für Zuckerrüben zustande. Neben dem neuen Endbahnhof wurden auch die Haltepunkte Hakendorf, Sterley und Alt Horst eröffnet. Zum Einsatz kamen Schienenbusse. 1959 wurde der Abschnitt zwischen Hollenbek und Mölln eingestellt, am 30. September 1962 endete schließlich der Personenverkehr auf dem gesamten westdeutschen Abschnitt zwischen Klein Zecher und Bad Oldesloe.
Am 1. September 1971 wurde auch der Güterverkehr zwischen Hollenbek und Klein Zecher sowie zwischen Ratzeburg und Bad Oldesloe eingestellt. Bis Jahresende 1971 lief allerdings auch nach der offiziellen Stilllegung der Güterverkehr nach Klein Zecher noch vorübergehend weiter. Im Jahr 1972 wurde der Oberbau auf diesen Abschnitten entfernt. Bis in die 1990er Jahre wurden auf dem westlichen Abschnitt nach Bad Oldesloe schließlich die meisten Brückenbauwerke abgebrochen und teilweise der Bahndamm abgetragen, um die Flächen wieder zusammenhängend landwirtschaftlich zu nutzen. Auf den verbliebenen 13 Kilometern bis Ratzeburg blieb zunächst ein spärlicher Güterverkehr bestehen, mit dem vor allem Zuckerrüben ins niedersächsische Uelzen transportiert wurden. Dieser Streckenabschnitt wurde bis zum 14. Dezember 1994 infrastrukturell erhalten, wurde dann allerdings wegen Unrentabilität ebenfalls eingestellt.

#### Der östliche Streckenabschnitt

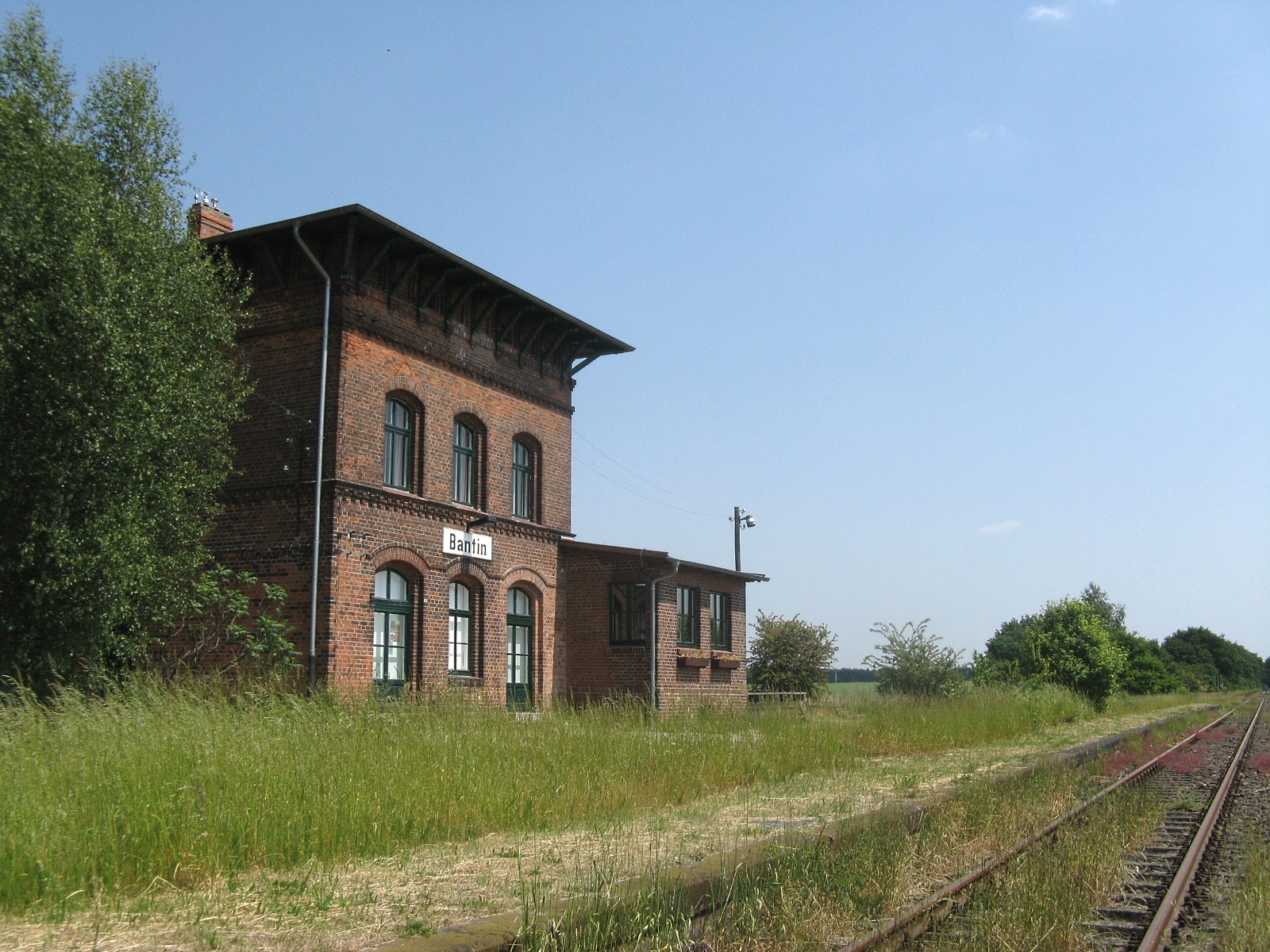
Empfangsgebäude in Bantin

Der Personen- und Güterverkehr auf dem Abschnitt Hagenow Land–Zarrentin wurde zunächst bis zum 30. April 1969 fortgeführt. Zur Sanierung des Oberbaus wurde die Strecke dann bis zum 27. September 1975 stillgelegt. Danach war der Personenverkehr spärlich, wurde aber bis zur Jahrtausendwende aufrechterhalten. Der regelmäßige Güterverkehr zwischen Zarrentin und Wittenburg wurde nur bis zum 31. Dezember 1994 betrieben.
Am 28. Mai 2000 wurde der Schienenpersonennahverkehr (SPNV) im Abschnitt Hagenow Land–Zarrentin endgültig eingestellt. Die Strecke wird aber für den gelegentlichen Güterverkehr noch infrastrukturell erhalten. Nach großem Protest der Bevölkerung gelang die Reaktivierung des Personenverkehrs auf dem Teilstück Hagenow Land bis Hagenow Stadt ab dem 15. Dezember 2002.
Die Bahnstrecke Hagenow Land–Zarrentin wurde von dem in Zarrentin ansässigen Eisenbahninfrastrukturunternehmen Planungsverband Transportgewerbegebiet Valluhn/Gallin (TGG) von der DB Netz im September 2004 übernommen, um das Gewerbegebiet MEGA-Park an der Bundesautobahn 24 im Schienengüterverkehr erreichen zu können. Diese beauftragte zunächst die Mecklenburg Bahn GmbH, die 2005 in die Ostseeland Verkehr GmbH überging, mit der Streckenunterhaltung ab Kilometer 0,766. Als diese die Zulassung zurückgab, wurde ab 1. Juli 2007 die TME-Torsten Meincke Eisenbahn GmbH (TME) mit der Betriebsführung beauftragt, die seither auch das Personal für die Stellwerke Hagenow Stadt, Wittenburg und Zarrentin stellt.
Zwischen 2008 und 2010 ließ die Westmecklenburgische Eisenbahngesellschaft (WEMEG) saisonal an jedem ersten Sonntag eines Monats zwei Zugpaare unter der Marke Schaalsee-Express zwischen Hagenow Land und Zarrentin verkehren. Die Fahrten wurden mit zwei Uerdinger Schienenbussen durchgeführt.
Im Herbst 2009 wurden die Gleise auf dem im SPNV befahrenen Streckenabschnitt Hagenow Land–Hagenow Stadt erneuert und die Streckenhöchstgeschwindigkeit von 60 auf 80 km/h erhöht. Da der anschließende Abschnitt bis Zarrentin nur selten mit Güterzügen befahren wird, kann er nicht kostendeckend betrieben werden.

## Betrieb

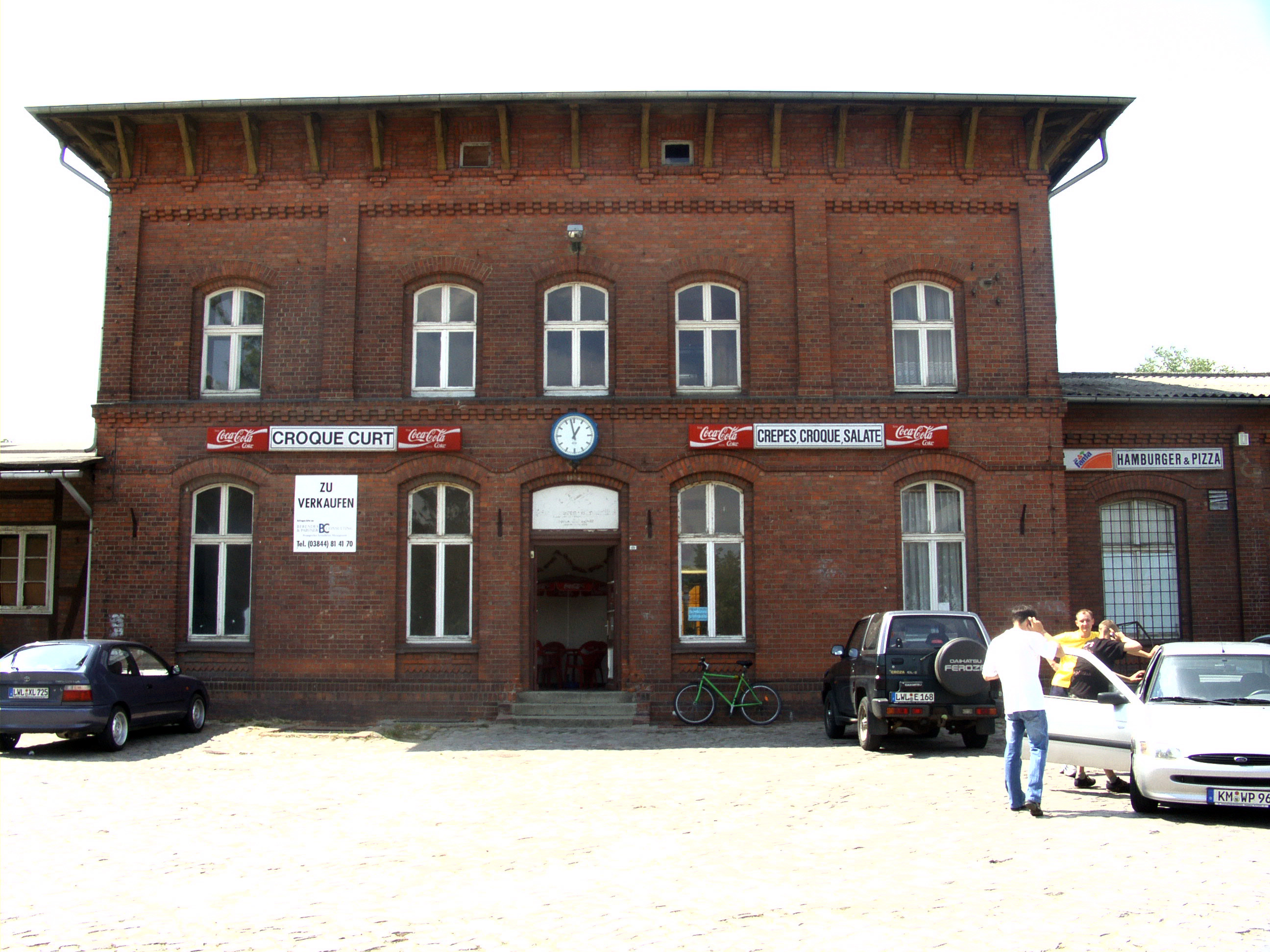
Bahnhof Hagenow

Mittlerweile findet nur noch auf zwei kurzen Abschnitten ein spärlicher Personen- beziehungsweise Güterverkehr statt.
Auf dem westlichen Abschnitt zwischen Hollenbek und Ratzeburg betreibt die Erlebnisbahn Ratzeburg seit 1998 einen saisonalen Betrieb mit Handhebeldraisinen. Er dient neben der Aufrechterhaltung der Strecke auch als Plädoyer für die Wiederinbetriebnahme und einen Verkehr mit Regionalbahnzügen.
Regelmäßiger SPNV findet dagegen auf dem rund dreieinhalb Kilometer langen Abschnitt zwischen Hagenow Land und Hagenow Stadt seit der Streckenreaktivierung im Jahr 2002 statt. Der Stadtbahnhof Hagenow wird durch die Linie RB14 der ODEG im Zweistundentakt (mit Verdichtern) bedient.
Ansonsten wird der restliche Streckenabschnitt nordwestlich von Hagenow Stadt gelegentlich von Ganzzügen (Schüttgüter, Holz) befahren. Im Herbst 2010 fuhren außerdem rund 60 Ganzzüge mit den Röhren für die Ostseepipeline, die am Bahnhof Zarrentin und Wittenburg auf LKW umgeladen wurden. Auch Zement für die Großbaustelle auf der A 24 kam 2010 mit dem Zug nach Zarrentin.
Im Bahnhofsgebäude Zarrentin hatte der wieder aufgelöste Zarrentiner Eisenbahnverein – Posten 12 sein Domizil, der dort ein Café führte und Veranstaltungen durchführte.

## Initiativen

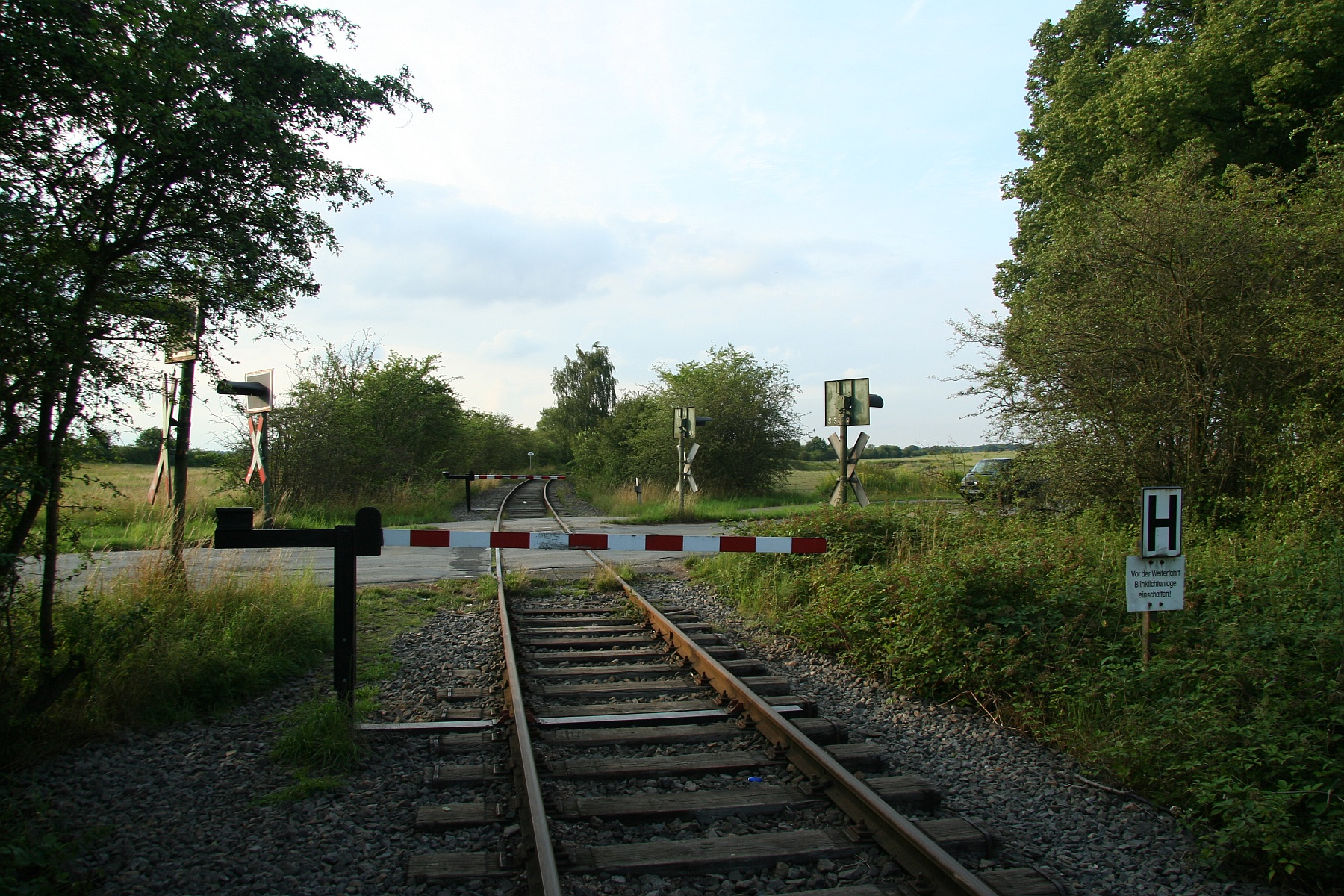
Kurz vor Ratzeburg, Bahnübergang für Draisinenbetrieb umgebaut

Auch heute würde die Strecke eine Alternative für den Verkehr von Berlin zu den Häfen Schleswig-Holsteins bieten. Neben der kürzeren Verbindung böte die Kaiserbahn ebenfalls eine Entlastung des Hamburger Netzes. Vor allem sind sowohl BUND als auch die IG Eisenbahn Ratzeburg–Zarrentin um eine Wiederinbetriebnahme zwischen Hagenow und Ratzeburg bemüht. Eine Weiterführung bis Bad Oldesloe kommt derzeit nicht in Frage; begründet wird dies mit dem bereits erfolgten Abbau der Trasse.
Die Forderung nach einer Wiederinbetriebnahme hängt damit zusammen, dass ein Teil des Güterverkehrs von der Straße auf die Schiene verlagert würde und dass eine schnelle Schienenverbindung zwischen Skandinavien und Berlin nach Fertigstellung einer festen Fehmarnbelt-Querung bestünde. Das Land Schleswig-Holstein garantierte die Trassensicherung bis zum Jahr 2007, eine Wiederinbetriebnahme wurde für den Zeitraum nach 2010 sogar als sinnvoll angesehen.
Das Teilstück Hagenow–Zarrentin soll ab Dezember 2025 (andere Quelle: 2028) wieder von Nahverkehrszügen bedient werden. Die Stadt Wittenburg unterstützt das Vorhaben und plant einen neuen zusätzlichen Halt an der Skihalle, an der bis 2028 das Wittenburg Village entstehen soll, ein Factory-Outlet-Center und Feriendorf mit 130 Häusern an einer künstlichen Seenlandschaft. Weitere zusätzliche neue Halte sollen Europaschule in Hagenow, Pahlhuus und Schulcampus in Zarrentin sein. Wobei letzterer Halt knapp einen Kilometer neu aufzubauende Strecke bedeuten würde. Die Streckenhöchstgeschwindigkeit soll bei 100 km/h liegen.
Im Juni 2023 veröffentlichte die Verkehrsgesellschaft Mecklenburg-Vorpommern eine Ausschreibung bezüglich den Personenverkehrsleistungen im Schienennahverkehr für das „Teilnetz Westmecklenburg II“. Gemäß dieser Ausschreibung soll ab Dezember 2025 die Regionalbahn-Linie RB 14b zwischen Hagenow Land und Zarrentin verkehren. Dieser Abschnitt würde somit für den Personenverkehr reaktiviert und im Taktverkehr mit Batteriefahrzeugen bedient werden. Im März 2025 gab das Verkehrsministerium des Landes Mecklenburg-Vorpommern eine Prognose bekannt, nachdem das Fahrgastaufkommen bis Landesgrenze(–Ratzeburg) „eine Reaktivierung möglich erscheinen lässt“ und kündigte den Abschluss einer standardisierten Bewertung bis Mitte des Jahres an. Dabei hat die Kaiserbahn von allen untersuchten, zu reaktivierenden Strecken in Mecklenburg-Vorpommern das mit Abstand größte Fahrgastpotenzial laut Schweriner Wirtschaftsministerium.